# Sphaerias
Sphaerias là một chi động vật có vú trong họ Dơi quạ, bộ Dơi. Chi này được Miller miêu tả năm 1906. Loài điển hình của chi này là Cynopterus blanfordi Thomas, 1891.

## Các loài
Chi này gồm các loài: